# Istarski Kratkodlaki Gonič
Istarski Kratkodlaki Gonič (tiếng Anh: Istrian Short-haired Hound) là một giống chó từ Istria ở Croatia, xuất phát từ một loại scenthound rất cổ. Con chó săn này hơi nhỏ so với giống Istarski Oštrodlaki Gonič đều cùng khu vực.

## Ngoại hình
Istarski Kratkodlaki Gonič có bộ lông ngắn, mịn, bóng, cứng, chủ yếu là màu trắng với các mảng màu cam. Loài này có một cơ thể săn và cơ bắp, với chân dài và đuôi dài. Đầu khá rộng và bằng phẳng với tai gập ngắn hình tam giác.
Chiều cao lý tưởng cho một con chó trưởng thành là 50 cm ở các vai và nặng 18 kg; con cái thì nhở hơn một chút.

## Lịch sử
Không có bằng chứng thực sự về thời cổ đại nổi tiếng với giống chó ngày nay, mặc dù có nhiều giả thuyết kỳ lạ tồn tại. Giống này rất cổ xưa, và giống hiện đại giống như hình ảnh được thấy trong các bức bích họa sớm nhất là năm 1497. Các nhà văn đã đề cập đến giống này bao gồm Giám mục Đakovo Petar Bakić vào năm 1719 và bác sĩ thú Franjo Bertić, cũng của Đakovo, vào năm 1859. Những con chó lông mượt mà và thô ráp được sử dụng để săn bắn ở Istria trong khi Chó săn Posavaclà từ Thung lũng Sava. Istarski Kratkodlaki Goničđược cho là loài chó săn lâu đời nhất trong vùng Balkan.
Một cuốn sách stud được thành lập vào năm 1924 để ghi lại những con chó săn nào được coi là giống chó này. Liên minh nghiên cứu chó quốc tế (FCI) đã chấp nhận giống này vào năm 1949, nhưng tiêu chuẩn giống đầu tiên không được công bố cho đến năm 1973 (FCI không viết tiêu chuẩn giống, nó được viết ở nước xuất xứ của giống và được công bố bởi FCI để được sử dụng trên phạm vi quốc tế. các quốc gia cũng sẽ mô tả giống này giống như quốc gia của giống chó này, và không thay đổi nó cho phù hợp với bản thân.) Nó cũng được công nhận bởi Câu lạc bộ đăng ký chó thuần chủng Liên bang (UKC) ở Bắc Mỹ. Nó cũng được công nhận dưới tên gốc, bản dịch tiếng Anh chuẩn, các bản dịch khác hoặc kết hợp bản dịch và tên Croatia bởi các câu lạc bộ chó thuần chủng nhỏ và các tổ chức khác. Nó cũng có thể được coi như một giống hiếm cho những người tìm kiếm một con vật cưng độc đáo.
Istarski Kratkodlaki Goničvẫn được nuôi ở quê hương của nó và trong các khu vực gần đó để săn bắn, không phải là một con vật cưng, và đặc biệt có giá trị cho việc săn bắt cáo và thỏ.

## Sức khỏe và tập tính
Không có vấn đề sức khỏe cụ thể hoặc ghi nhận sức khỏe cho giống chó này. Các tính khí của giống chó này theo tiêu chuẩn là ngoan ngoãn và bình tĩnh, và sống động và nhiệt tình khi săn bắn.